# Deadbeat (Fernsehserie)
Deadbeat ist eine US-amerikanische Fernsehserie. Die Serie feierte am 9. April 2014 ihre Premiere beim Streaming-Anbieter Hulu. Die Serie besteht aus insgesamt 36 Folgen in drei Staffeln und wurde am 5. Juni 2016 abgesetzt. Eine deutschsprachige Erstausstrahlung läuft seit 17. Juni 2015 bei ProSieben Fun.

## Inhalt
Die Serie handelt vom unkonventionellen Medium Kevin. In jeder Episode hilft er einem Geist dabei, letzte Ruhe zu finden. Dazu muss Kevin unerledigte Aufgaben oder offen gebliebene Wünsche der Verblichenen erfüllen.

## Besetzung und Synchronisation
Die deutschsprachige Synchronisation der Serie erfolgte bei der Arena Synchron in Berlin unter Dialogbuch und Dialogregie von Leonhard Mahlich.
| Schauspieler       | Charakter            | Synchronsprecher  |
| ------------------ | -------------------- | ----------------- |
| Tyler Labine       | Kevin Pacalioglu     | Tobias Müller     |
| Brandon T. Jackson | Rufus „Roofie“ Jones | Julius Jellinek   |
| Cat Deeley         | Camomile White       | Natascha Schaff   |
| Lucy DeVito        | Sue Tabernacle       | Kaya Marie Möller |

## Veröffentlichung in Deutschland
Die erste Staffel der Serie wurde am 20. August 2015 auf DVD und Blu-ray bei Studiocanal veröffentlicht.